# Masai Mara
Národní rezervace Masai Mara (psáno též Maasai Mara) je rozsáhlé chráněné území na jihozápadě Keni, která na jihu přechází v národní park Serengeti v Tanzanii. Název rezervace je po Masajích, původních obyvatelích této oblasti, a místní řece Mara. 
Rezervace je slavná díky každoročnímu stěhování kopytníků (především pakoňů a zeber, v menší míře také gazel a impal) mezi parky Masai Mara a Serengeti, které probíhá přibližně od srpna do října. Přesné načasování přechodu velkých stád přes řeku Mara do Keni a později nazpět do Tanzanie záleží na srážkách a aktuální kvalitě pastvin. Stáda kopytníků jsou na jejich celoročním putování pochopitelně doprovázena i řadou predátorů (především lvi, ale také levharti a hyeny). Toto stěhování je tak rozsáhlé, že je nazýváno Velké stěhování, nebo také Velká migrace.  
Scenérii Masai Mara dominují savanové louky, ale tyto rozlehlé pláně jsou občas narušeny akátovými a lužními lesy a skalnatými kopci. Masajské slovo „Mara“, což znamená skvrnité, odkazuje právě na tyto „tečky“ v krajině.

## Výskyt zvířat v rezervaci Masai Mara
Masai Mara je po několik měsíců v roce domovem obrovských stád pakoňů a zeber, které do ní dorazily za nejlepšími pastvinami v rámci tzv. Velké migrace probíhající v uceleném ekosystému Serengeti - Masai Mara. Nejen v tomto období je také jednou z nejlepších afrických rezervací pro pozorování lvů, levhartů a gepardů. Vyskytují se v ní i další menší predátoři, například lišky, šakali a hyeny.
Z dalších zástupců tzv. Velké pětky můžete v Masai Mara narazit na stáda slonů a buvolů. Nosorožec je vzácnější, toho lze obvykle pozorovat pouze na některých místech v tzv. Mara trojúhelníku.
Samozřejmostí jsou antilopy, gazely a další druhy menších býložravců.
Národní rezervace Masai Mara umožňuje i pozorování několika set druhů místních ptáků. Mezi nimi je víc než padesát druhů dravců a supů. Stěhovaví ptáci z Evropy a severní Afriky se vyskytují v rezervaci přibližně od listopadu do dubna.

## Mara Predator Project
V Masai Mara probíhá zvláštní výzkumný projekt, který sleduje chování lvů. Monitoruje se jednotlivé chování predátorů vůči sobě. Každý lev má dokonce své jméno.

## Počasí
Díky nadmořské výšce národní rezervace Masai Mara je její klima mírnější, než by odpovídalo její poloze v blízkosti rovníku. Denní teploty se pohybují kolem 25 °C, ve vyšší nadmořských výškách jsou nižší. 
V rezervaci se pravidelně střídá období sucha a období dešťů. V období sucha od června do září jsou většinou slunečné dny s příjemnými denními teplotami 20–25 °C. Teplota v noci klesá pod 15 °C. Dešťů je málo, obvykle pouze krátké odpolední přeháňky.
V období dešťů je více zataženo a odpolední srážky jsou běžné. V listopadu až únoru jsou to spíše kratší přeháňky, v dubnu a květnu to mohou být i delší a intenzivnější deště. Teploty se příliš neliší od teplot v období sucha.

## Fotogalerie

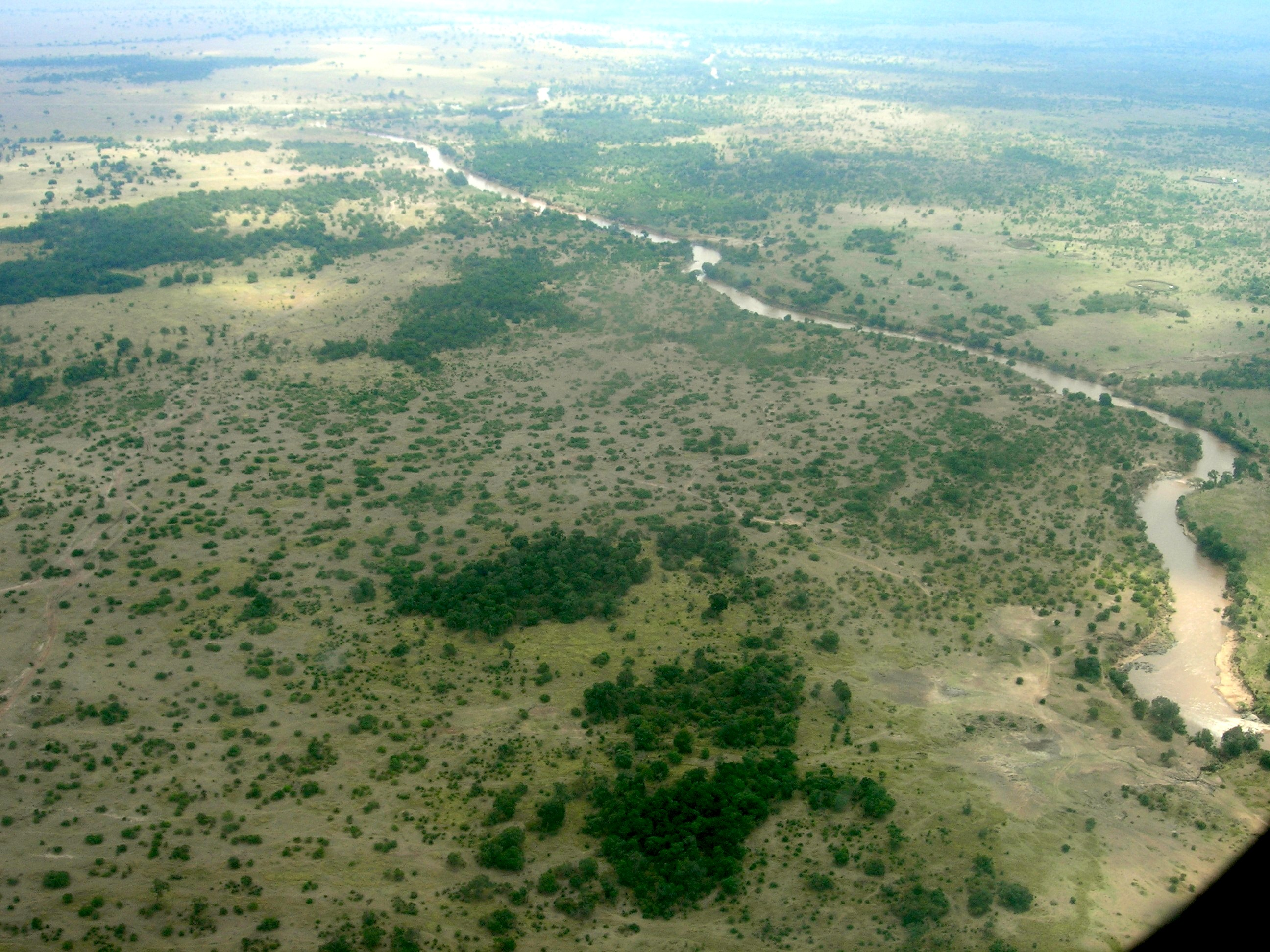
Řeka Masai Mara
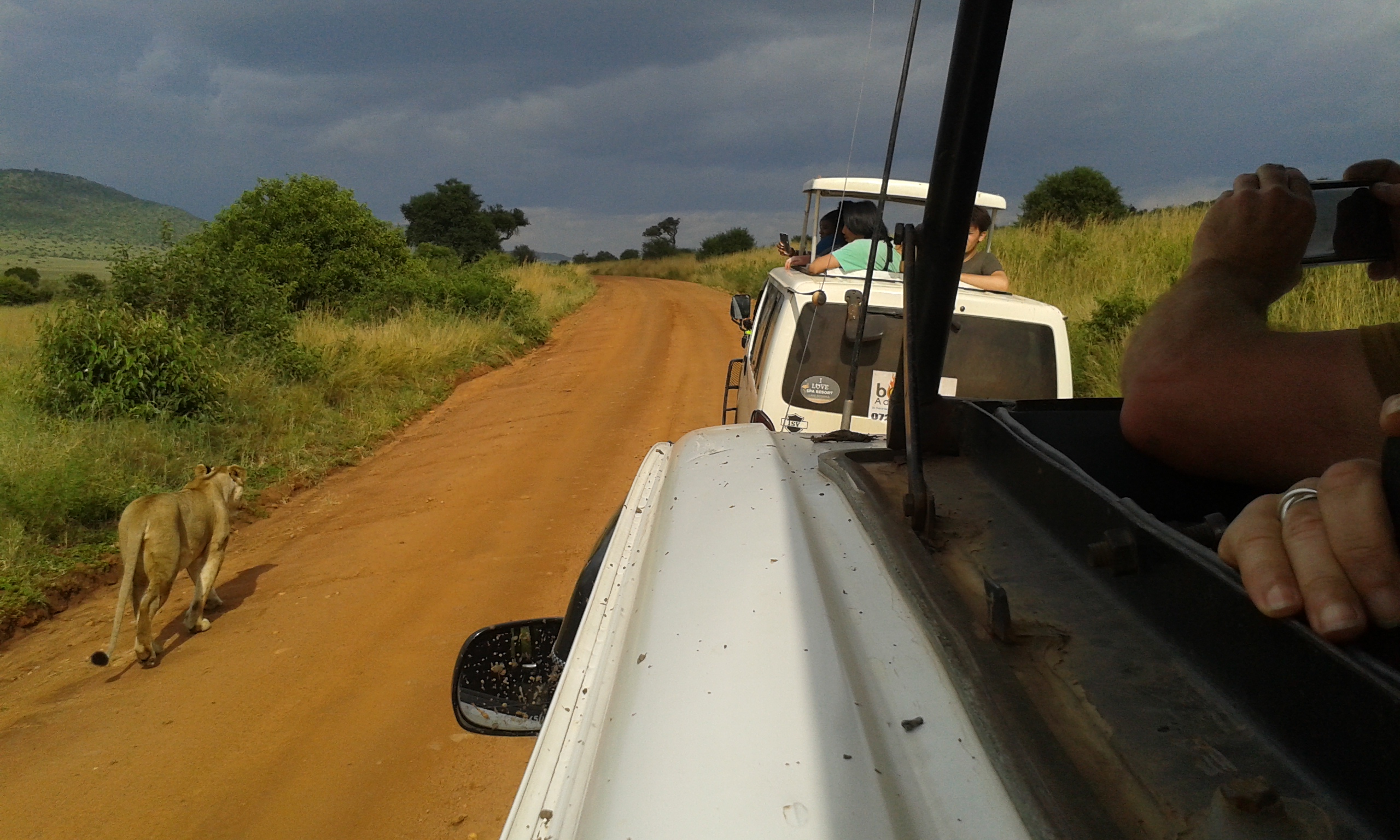
Safari
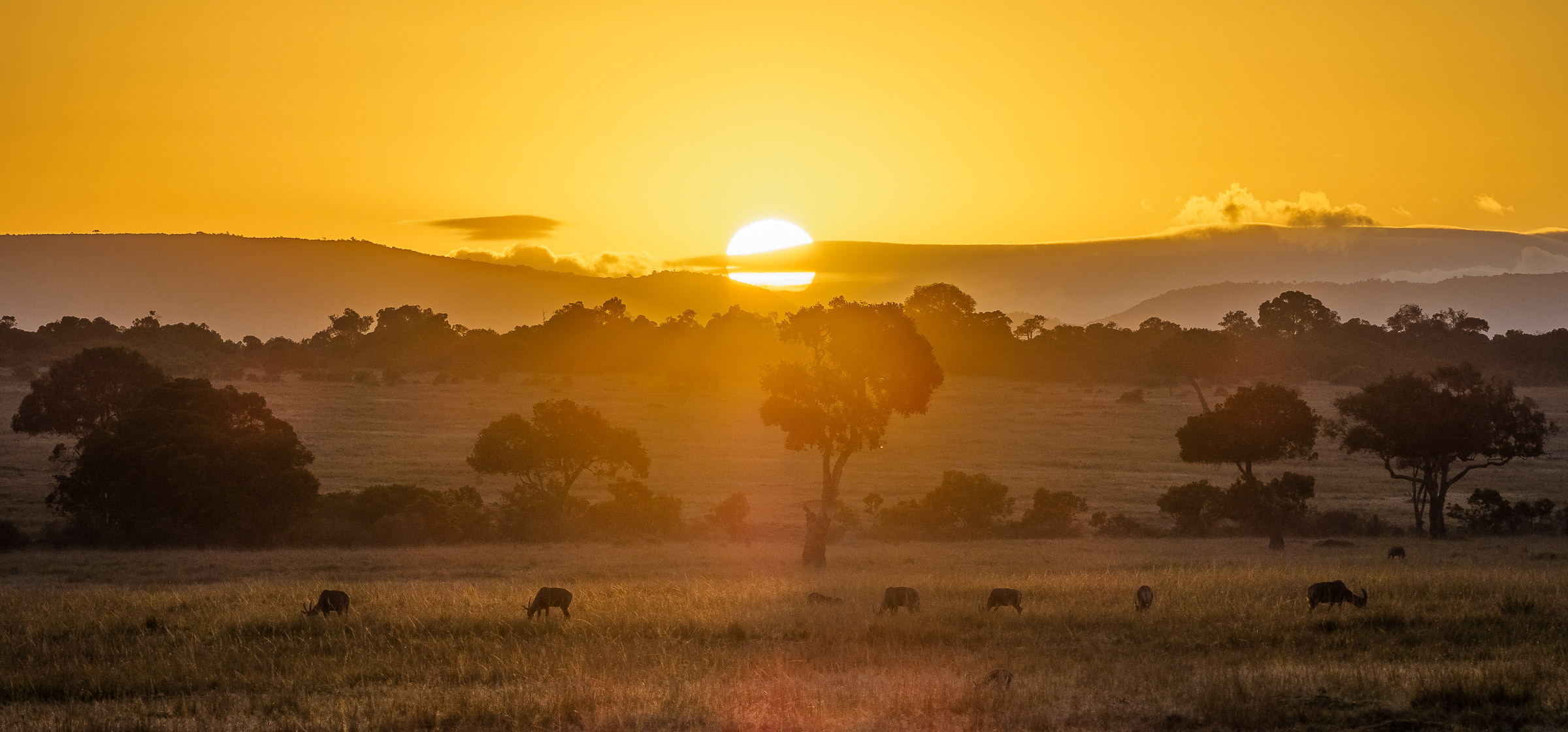
Východ slunce nad savanou
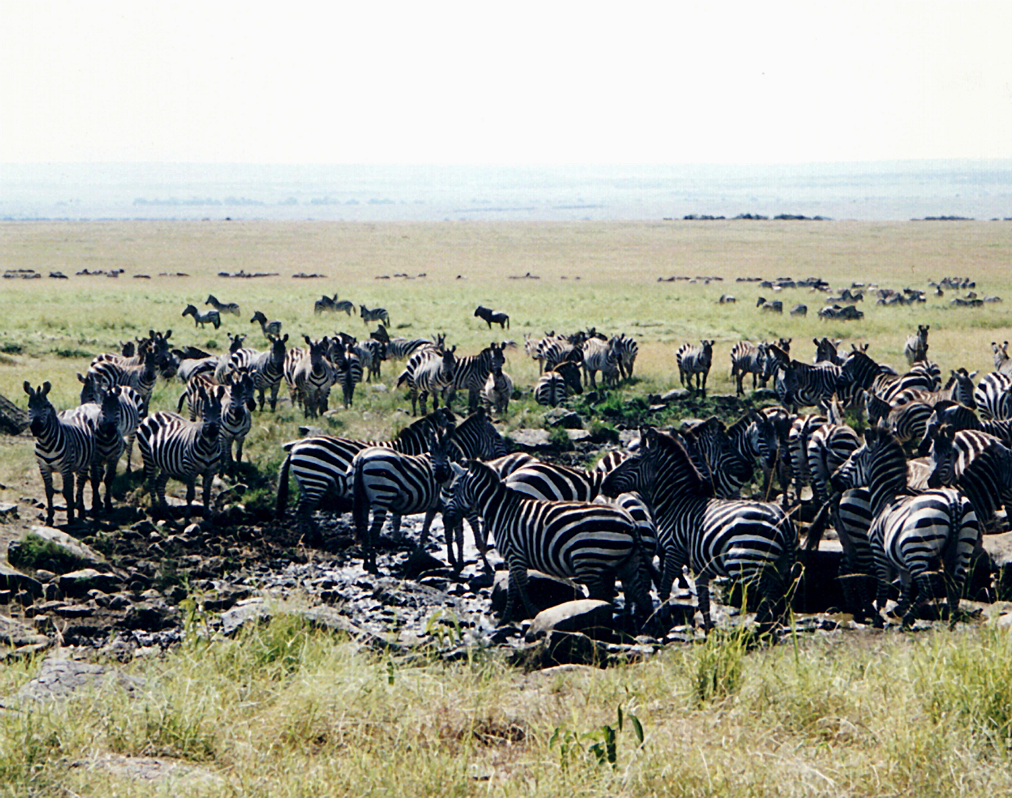
Zebry
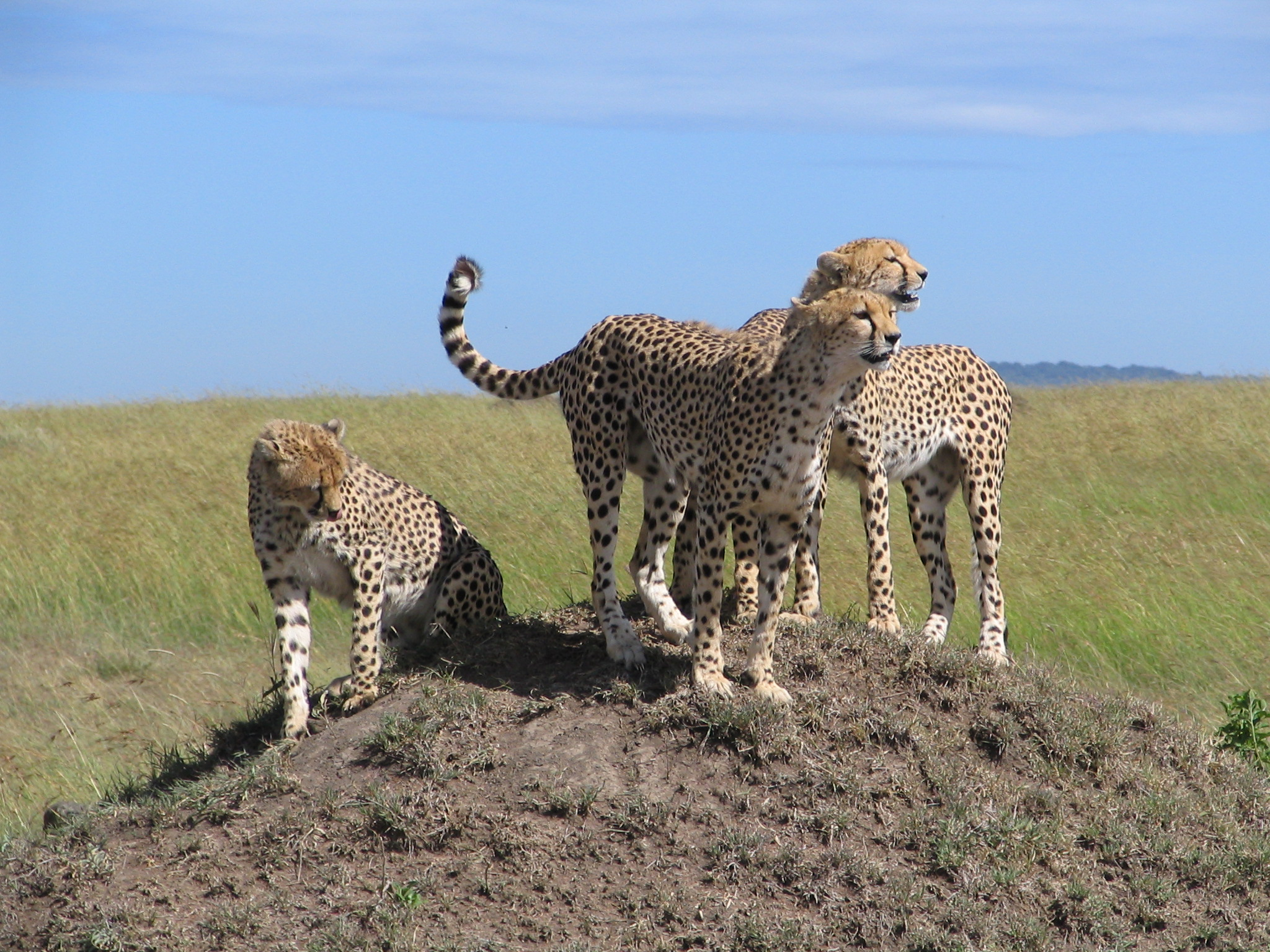
Mladí gepardi